# Шпандауское предместье

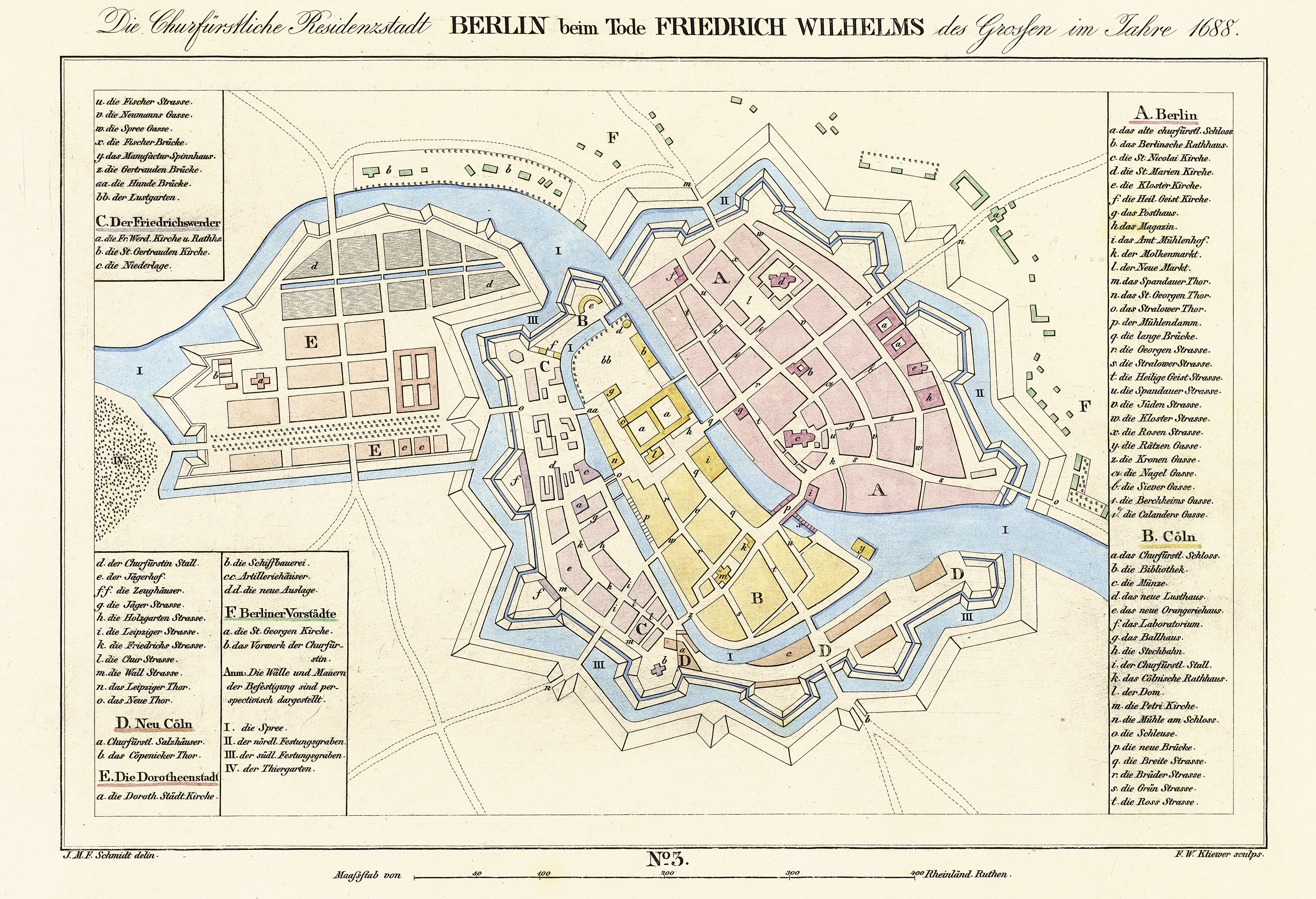
Владения курфюрстины помечены на карте города 1688 года F пункт b

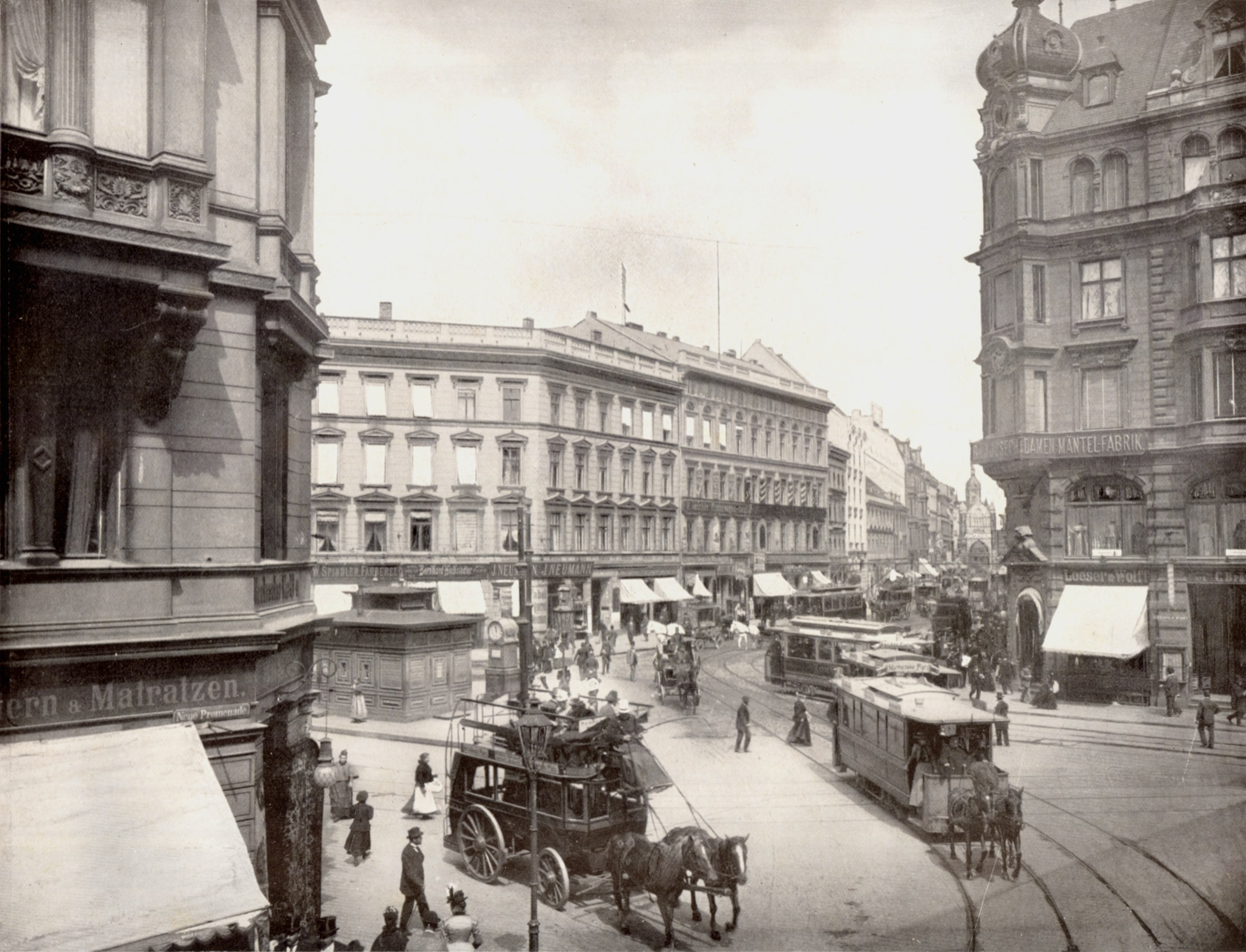
Площадь Хаккешер-Маркт в Шпандауском предместье. 1900

Шпандауское предместье (Шпандауэр-Форштадт; нем. Spandauer Vorstadt) — исторический квартал германской столицы, расположен в районе Митте одноимённого городского округа.
Границы Шпандауского предместья проходят на юге по Шпрее и виадуку Берлинской городской электрички, на востоке — по Карл-Либкнехт-штрассе, на севере — по улице Торштрассе (нем. Torstraße) и на западе — по Фридрихштрассе. Часть Шпандауского предместья, расположенная восточнее улицы Розенталер-штрассе, известна также как Шойненфиртель, «квартал хижин».
Шпандауское предместье образовалось к северу от Шпандауских ворот берлинской городской стены. В Средние века, как и у многих других городских ворот, здесь находились сады и огороды жителей Берлина. В середине XVII века со строительством берлинской крепости Шпандауские ворота были перенесены на восток, к площади Хаккешер-Маркт, но название осталось.
В 1668 году курфюрстина Доротея София Шлезвиг-Гольштейн-Зондербург-Глюксбургская получила Шпандауское предместье и форт Тиргартена (будущий Доротеенштадт) в подарок по случаю бракосочетания. В 1685 году по образцу Доротеенштадт здесь было проложено несколько улиц, территория разбита на земельные участки, которые были проданы берлинцам и в соответствии с вышедшим в тот же год Потсдамским эдиктом гугенотам.
Шпандауское предместье незначительно пострадало во время Второй мировой войны и считается самой большой и наиболее хорошо сохранившейся исторической зоной Берлина. После объединения Германии в 1990 году большая часть застройки была отреставрирована и превратилась в привлекательный для туристов жилой и деловой квартал в центре Берлина.

## Достопримечательности
- Хакские дворы
- варьете «Хамелеон»
- Новая синагога
- Парк Монбижу
- Постфурамт
- Дом искусств Тахелес
- Площадь Розы Люксембург
- Фольксбюне
- Дом Карла Либкнехта
- Фридрихштрассе
- Фридрихштадтпаласт
- Софиенкирхе
- Церковь Святого Адальберта